# ژاک اولیویه پاویو
ژاک اولیویه پاویو (انگلیسی: Jacques-Olivier Paviot؛ زادهٔ ۱۹ دسامبر ۱۹۷۶) بازیکن فوتبال اهل فرانسه است.
از باشگاه‌هایی که در آن بازی کرده‌است می‌توان به باشگاه فوتبال یونیکوس اشاره کرد.